# Kirepi (Elva)
Pour l’article homonyme, voir Kirepi.
Kirepi est une localité située dans la commune d’Elva, en Estonie.